# Atletismo nos Jogos Pan-Americanos de 1995 - 400 m com barreiras masculino
A prova dos 400 m com barreiras masculino nos Jogos Pan-Americanos de 1995 foi realizada em 24 de março no Estádio Atlético "Justo Roman".

## Medalhistas
| Ouro                          | Prata                       | Bronze                   |
| Eronilde de Araújo BRA Brasil | Everson Teixeira BRA Brasil | Llimy Rivas COL Colômbia |

## Final
| Posição           | Nome               | Nacionalidade      | Tempo | Notas |
| ----------------- | ------------------ | ------------------ | ----- | ----- |
| Medalha de ouro   | Eronilde de Araújo | BRA Brasil         | 49.29 |       |
| Medalha de prata  | Everson Teixeira   | BRA Brasil         | 50.24 |       |
| Medalha de bronze | Llimy Rivas        | COL Colômbia       | 50.37 |       |
| 4                 | Juan Gutiérrez     | MEX México         | 50.44 |       |
| 5                 | Marco Morgan       | USA Estados Unidos | 52.67 |       |
| 6                 | Miguel Pérez       | ARG Argentina      | 52.73 |       |
| 7                 | Thomas Zverina     | CAN Canadá         | 53.27 |       |
| 8                 | Gabriel Corradini  | ARG Argentina      | 55.34 |       |